# Olibrus Stephensii
Olibrus Stephensii is een keversoort uit de familie glanzende bloemkevers (Phalacridae). De wetenschappelijke naam van de soort werd in 1829 gepubliceerd door James Francis Stephens.